# Джай Джъган
Джай Джъган (на традиционен китайски: 翟志剛, на опростен китайски: 翟志刚, на пинин: Zhái Zhìgāng) е полковник от Народоосвободителната армия на КНР и първият китайски космонавт, летял в открития космос.

## Биография
Роден е на 10 октомври 1966 година в Лундзян. провинция Хъйлундзян. През 1985 година влиза на служба в Народоосвободителната армия на КНР, а през 1989 завършва школата на китайските ВВС. Приет е за член на Китайската комунистическа партия през 1991 година. През януари 1998 официално е включен в групата на първите космонавти на КНР. През 2003 и през 2005 на два пъти е кандидат за екипажа на първия пилотиран китайски космически кораб Шънджоу 5 и впоследствие на Шънджоу 6. На 25 септември 2008 Джай Джъган прави своя първи космически полет в състава на екипажа на кораба Шънджоу 7, а на 27 септември е първият китайски космонавт, излязал в открития космос.

## Личен живот
В свободното си време Джай Джъган се занивама с калиграфия, танци и с разни джаджи. Женен е за Джан Шудзин и има един син.